# 里萨-格罗森海恩县
里萨-格罗森海恩县（Landkreis Riesa-Großenhain）是德国萨克森州东北部曾经的一个县，隶属于德累斯顿行政区，首府格罗森海恩。2008年8月1日，里萨-格罗森海恩县与迈森县合并为新的迈森县。

## 地理
里萨-格罗森海恩县北面与勃兰登堡州的易北-埃尔斯特县和上施普雷瓦尔德-劳西茨县，东面与卡门茨县，南面与迈森县，西面与德伯尔恩县和托尔高-奥沙茨县相邻。